# John Eliot (Politiker)

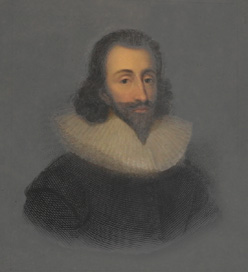
John Eliot

John Eliot (* 11. April 1592; † 27. November 1632) war ein englischer Politiker im Vorfeld des englischen Bürgerkriegs und ein Führer der damaligen Parlamentspartei.
Eliot war Abkömmling einer alteingesessenen Familie aus Cornwall. Er begann seine Karriere früh, schon im Dezember 1607 begann er ein dreijähriges Studium am Exeter College in Oxford und wurde bereits mit 22 Jahren erstmals in das englische Unterhaus gewählt: es war jenes Parlament unter der Regierung Jakobs I., das 1614 als das Unfruchtbare Parlament in die Geschichte eingehen sollte.
Im Jahre 1618 wurde Eliot in den Ritterstand erhoben und unter dem Einfluss des ihm seit der Kindheit bekannten Herzogs von Buckingham George Villiers zum Vize-Admiral von Devon ernannt. 
In den Parlamentssessionen 1624 und 1625 entfaltete sich das bald legendäre rhetorische Talent Eliots. In leidenschaftlichen, von der Bevölkerung begeistert aufgenommenen Reden forderte er ein schärferes Vorgehen gegen die Katholiken in England und ein Eingreifen Englands in die kriegerischen Auseinandersetzungen auf dem europäischen Festland, vor allem einen Krieg gegen Spanien.
Im Vorfeld der Parlamentswahlen von 1626 hatte König Karl I. die bedeutendsten Führer der Opposition zu Sheriffs ernannt, wodurch sie unwählbar wurden. Eliot, der hiervon nicht betroffen war, wurde erneut zum Mitglied des Unterhauses gewählt und avancierte in der Abwesenheit der sonstigen Größen der Opposition rasch zu einem Führer der oppositionellen Abgeordneten. Seinem früheren Mentor Buckingham hatte Eliot sich zusehends entfremdet. Nunmehr forderte er offen eine Untersuchung der Hintergründe der militärischen Niederlage Englands vor Cádiz: eine eindeutige Provokation der Krone und vor allem des Herzogs.
In den Parlamentsdebatten des Jahres 1627 forderte Eliot gar eine öffentliche Anklage des Herzogs von Buckingham. Zusammen mit Sir Dudley Digges wurde er daraufhin inhaftiert und in den Tower verbracht. Das Parlament nahm sich jedoch unter Führung von Thomas Wentworth, des späteren Earl of Strafford, der Sache der beiden Parlamentarier an, da es durch diese ungerechtfertigte Verhaftung die Freiheit und die Rechte des gesamten Parlaments für gefährdet hielt.
Gemeinsam mit Wentworth kämpfte Eliot dann 1628 für die Petition of Right, was erneut zur Inhaftierung des leidenschaftlichen Parlamentsredners führte. Nachdem auch die Bewilligung der Petition of Right nicht zu einer Entspannung des Verhältnisses zwischen Karl I. und dem Parlament geführt hatte, war es der gemäßigte Wentworth, der sich mit der Krone versöhnte und seine politische Laufbahn als königlicher Beamter und Mitglied des Oberhauses fortsetzte. Hingegen vertiefte sich die Kluft zwischen Eliot und der königlichen Regierung immer mehr. Er wurde erneut inhaftiert und verstarb mit 40 Jahren im Tower. Die Ungnade des Königs wirkte jedoch noch über Eliots Tod hinaus: Karl I. verweigerte die Herausgabe der Leiche an dessen Sohn und ordnete die Bestattung Eliots im Bezirk der Gemeinde, in der er starb, an.